# 最终幻想XIV
《最终幻想XIV》（常简称为FF14）是由史克威尔艾尼克斯开发的大型多人在线角色扮演游戏（MMORPG），发行于Microsoft Windows、Mac OS、PlayStation 3、PlayStation 4、PlayStation 5、Xbox Series X/S平台，吉田直树担任制作人与总监。于2013年8月27日同时在全球的Windows和PlayStation 3平台发行，在2014年4月14日推出PlayStation 4版本。PlayStation 3版本已於2017年停運。中国由盛趣游戏代理，于2014年8月25日开放测试。史克威尔艾尼克斯在2021年5月25日伴随着游戏5.55版本的更新推出了本作的PlayStation 5版本，又于2024年3月21日登录Xbox Series X/S平台。
《最终幻想XIV》的背景為架空世界艾欧泽亚，自本作初版結局的五年后開始續寫故事。在初版《最终幻想XIV》的结局中，龙型蛮神巴哈姆特逃出了人造卫月的封印，引发了毁灭艾欧泽亚大部分地区的第七灵灾。在十二神的祝福下，玩家通过时空旅行至5年后的未来而逃过一劫。5年后的艾欧泽亚已在重建下逐渐復甦，但玩家仍然需要应对北方加雷马帝国入侵的威胁。
初版《最终幻想XIV》于2010年9月发行，隨即获得了大量的负面评价。作为对负面评价的回应，原史克威尔艾尼克斯总裁和田洋一於同年宣布，吉田直树领导的新团队將接手作品的後續开发。团队在负责初版更新内容的同时，另行製作全新的新版游戏以求取代初版，从而一洗初版获得的批评。《最终幻想XIV：重生之境》最初被称为“2.0版”，新版延续了初版游戏的游戏背景和设定，并使用了新引擎、改进了服务器结构、重制了游戏性与界面，而且还编写了新的剧情。
《重生之境》一经上线就获得了媒體的好评。评论者们称赞了游戏机制的可靠和重製的进步，并称吉田成功扭转了这个项目。第一个大型更新“觉醒之境”（A Realm Awoken）于2013年12月17日上线，加入了房屋、玩家对战竞技场、新任务，以及首个24人团队大型任务水晶塔。史克威尔艾尼克斯的高層称，公司在2013年将财政扭转为盈利的部分功劳要归功于本作的熱销和订阅人数。截至2024年1月，全球注册用户累計已超過3000万個。
本作至今已推出了五部資料片：《最终幻想XIV：苍穹之禁城》（2015年）、《最终幻想XIV：红莲之狂潮》（2017年）、《最终幻想XIV：暗影之逆焰》（2019年）、《最终幻想XIV：曉月之終途》（2021年）、《最终幻想XIV：金曦之遗辉》（2024年）。
2025年2月27日，宇峻奧汀宣佈與智寶國際聯合取得《最终幻想XIV》繁體中文PC版發行代理權，服務範圍包含台灣、香港、澳門、新加坡與馬來西亞地區，預計將於2025年上市。 

## 玩法
《最终幻想XIV》是一款MMORPG，玩家们会在一个持续不变的世界中相互协同合作，而世界会对玩家们的行动作出反应。玩家需要创建游戏中使用的角色，并可定制名称、种族、性别、面部特征以及初始职业。和初版不同，玩家的只能以战斗精英或魔法导师作为初始职业创建角色，而不能用能工巧匠和大地使者开始游戏。在全球版中，玩家需要选择角色所在的游戏世界，即服务器。服务器不以语言明确划分，数据中心则放置在服务器所支持的地区（比如北美、欧洲、日本、中国），此举是为改善服务器和客户端的通信延迟，玩家会被推荐选择所在地区的服务器。不过无论玩家是在任何服务器中或使用任何语言的客户端，游戏都提供了一套名为“定型文系统”的自动翻译系统，它会自动翻译游戏术语和日常用语，以方便使用不同语言的玩家相互交流。

### 界面与控制
PC版和主机版使用的用户界面和游戏控制方式有着一些区别。PC版玩家可以任意选择键盘、鼠标、遊戲手把或一起使用来进行游戏，玩家需要通过点击游戏内的窗口来操控游戏系统。而PlayStation 3版的玩家可以通过独立使用游戏手柄，或一起使用遊戲手把和键盘来进行游戏；PlayStation 4版的玩家也可以通过USB外接鼠标来进行游戏。考虑到用户的熟悉度，PlayStation版的《最终幻想XIV：重生之境》的操控是通过名为“十字热键栏”（Cross Hot Bar）的XrossMediaBar式界面实现的，因为PlayStation的用户都比较熟悉XrossMediaBar的操作。通过十字热键栏，玩家可以操控任何選項、地图、消息框或是设置选项。两个平台版本的用户界面都包含消息框、小队列表、小地图、以及技能栏。玩家也可以自定义这些项目的位置。
PC版和PlayStation版的技能栏和对战斗技能的操作方式略有不同。在PC版中，玩家既可以通过滑鼠点击，也可以通过点按键盘上的数字来使用技能栏上的技能或巨集。巨集是可以由玩家自由编写的一套技能序列，玩家可以通过巨集在特定的时间内执行需要的技能。而使用十字热键栏的PlayStation版则将地图式的技能栏和巨集改为放在屏幕下方的一组四个水平排列的图标。玩家可以通过L2和R2键与方向键或功能键的组合来选择或使用技能。使用侧键会循环展开十字選項，以便快速选择技能。另外，使用手柄操作的PC玩家也可以使用这种操作方法。

### 角色成长与战斗内容
在《最终幻想XIV》中，玩家通过获得经验值（EXP）强化其角色，当经验值积累到一定程度时，玩家角色会“升级”并提升状态参数值，以此进一步强化角色的能力。体力（HP）與魔力（MP）是《重生之境》中玩家重要的基本参数，如果玩家角色被敌人攻击而体力降到0，就会进入无法战斗状态，而魔力则会在玩家在使用战斗技能时被消耗。玩家还拥有状态（Attributes）和特性（Properties），这些参数则影响着玩家角色的攻击力、防御力等具体的能力数值。此外对于能工巧匠和大地使者，还有着制作力（CP）和采集力（GP）这两种基本参数，玩家在进行制作或采集时，需要消耗制作力或采集力。
《最终幻想XIV》中，玩家主要通过完成战斗内容来获取经验值。这些战斗内容分别是：完成任务、探索副本迷宫、参与危命任务（FATE）、以及消灭游戏世界中的怪物。其中，任务包括“主线剧情任务”、“支线任务”、“行会理符任务”等，非玩家角色（NPC）会给玩家明确的目标，玩家完成这些目标后会获得物品与经验值奖励，完成主线剧情任务会推进游戏的主要情节发展。行会理符任务则是一种可以重复完成的任务，接受理符任务需要消耗受理限额，受理限额数量有上限，且会定时回复。副本迷宫是一种要求玩家在有限的区域中、在限定时间内达成指定目标的游戏模式，迷宫需要多名玩家组成小队才可进入。一些迷宫是为了让低等级玩家快速获得经验值以供升级，而另一些则是为了让经验丰富的玩家获取稀有物品和装备。危命任务是一种可以让大量玩家不用组成同一个小队就可共同参与的游戏模式。危命任务会在特定的地点发生，任务的类型包括与臭名昭著的怪物战斗、抵御入侵者进攻某个地点、消灭有敌意的野生动物、以及攻打敌人的要塞等。除此之外，玩家也可以通过完成讨伐怪物，消灭讨伐手册中要求的特定怪物以获得经验值。而在到达等级上限后，角色成长的重心则转移到了提升物品等级（品级）上，玩家可以通过装备更新更强的装备来提升物品等级。而这些装备则可以通过各种渠道获得，包括：游戏后期的迷宫、制作、大型任务、讨伐歼灭战、以及狩猎精英怪物。
除了这些玩家对抗环境（PvE）游戏内容外，《最终幻想XIV》中还有两种形式的玩家对战（PvP）内容。第一种是狼狱水上竞技场，狼狱水上竞技场是一种在竞技场内的4人对4人的战斗副本，玩家可以与其他三名玩家共同组成一个4人小队进入并与另一个4人小队进行对战。第二种是纷争前线，纷争前线是一种大型的战场副本，玩家最多可以组成24人团队参加。纷争前线中的团队依据玩家所属的大国防联军而划分成三队，优先取得目标分数的团队获胜。在纷争前线中共有4种场地与规则不相同的模式。周边遗迹群（争夺战）是一种以争夺目标点为目标的对战模式；周边遗迹群（对攻战）则需要击杀敌对的玩家；尘封秘岩（阵地战）是一种类似夺旗的对战模式，玩家需要争夺和保护在地图上随机产生的资源点；而荣誉野（碎冰战）则是一种让玩家破坏战场上的目标并获取点数的对战模式。三个大国防联军之所以会在加尔提诺平原上的周边遗迹群、以及尘封秘岩和荣誉野上进行争夺，是因为在这里曾经发掘到了价值连城的古代魔法物品。大国防联军雇佣了冒险者到这里相互争夺以获得法外战区的优势，表面上却以三国之间的军事演习为称。

### 战斗系统
在《最终幻想XIV》中，玩家依靠技能来与敌人战斗，战斗系统中的技能分为战技、魔法、能力三种，玩家在战斗过程中按顺序组合使用属于自己职业或特职的技能，以充分发挥出该职业或特职的功能。大多数战技和魔法有2.5秒的公共冷却时间（GCD），而多数能力则大多有着较长的独立冷却时间。使用的战技会对敌人造成伤害；使用魔法会消耗魔力，根据技能不同，魔法会对敌人造成伤害、治疗队友、或是起到辅助作用；而能力有着重要的辅助功能，大部分能力不需要消耗任何魔力，也有部分能力在使用时需要消耗魔力或是体力。玩家需先进对敌人进攻才能“宣战”并开始战斗，但一些好斗的怪物会主动攻击它发现的玩家。当玩家或小队消灭“宣战”的敌人后就会获得消灭敌人的奖励。小队战斗则会围绕着敌人的“仇恨”的概念来进行，仇恨越高怪物就会越优先攻击这个目标。仇恨会通过对敌人的攻击或特定技能提升，也可以使用特定技能消除。因此，仇恨的管理在战斗中很重要。
玩家在使用技能与敌人战斗的同时，也需要躲避敌人的攻击或处理来自敌人的机制。通常情况下，来自敌人的一些伤害较大的咏唱技能会在地面上提前显示出橙色的范围，玩家如果在敌人咏唱完成之前躲开这个范围则不会受到这个技能的攻击。同时，在很多游戏中后期的副本迷宫、大型任务及讨伐歼灭战中，有着需要玩家处理的机制，如：在敌人针对某个玩家使用某个技能时，其他玩家需要集合到这个玩家身边分摊来自敌人的伤害，以避免战斗减员；需要持续移动以躲避来自敌人的不间断的攻击；或是需要消灭场地周围不断生成的小怪以防止它们增强首领的能力，等等。这些副本中的机制在提高战斗难度的同时也提升了乐趣，游戏后期较为困难的副本大多都是因为有着较难的机制需要处理，有些机制的处理若是稍有差池，甚至会引发小队的团灭。因此，如何在一边躲避敌人的攻击、处理来自敌人的机制的同时，一边持续对敌人造成伤害且尽量少地在战斗中减员，是攻克游戏后期的副本的关键。

### 组队系统
游戏中绝大多数的战斗需要玩家组成特定人数的小队才能参加，大多数副本迷宫要求4人组成的轻锐小队、而大多数首领战则需要8人组成的满编小队。“任务搜索器”会自动跨服务器将选择进入该任务的玩家组成小队。“招募队员”則是可以選擇跨伺服器，或是伺服器内募集的揭示板，告示有玩家招募其他玩家协助完成某类内容，比如迷宫、讨伐歼灭战、危命任务等。队伍成员通常分成防护职业、治疗职业、进攻职业等传统MMORPG职务。防护职业必须通过大幅提升仇恨度，将敌人的注意力从防御力较弱队友处吸引到自己身上。击败强大敌人必须依赖团队合作和策略。“极限技”是一种特殊技能，需要在极限技槽满后才能使用。“觉醒之境”版本中加入了水晶塔，是首个需要24名玩家团队——即3个8人满员的小队参加的大型任务。
玩家自行组织的公会叫做部队，冒险者组建的团队受到艾欧泽亚三个大国防联军之一的支持。部队成员可以共享部队储物柜、有部队聊天频道、以及享有部队内某种持续24小时特效加成，比如增加经验值或降低传送费用。部队成员还能共同出资购买三大城邦之一住宅区的房屋。房屋内可以摆放工匠制作的家具，未来更新还承诺新增作为建造部队飞空艇房间的功能。“通讯贝”是游戏中的另一种联络方式，虽然玩家只能加入一个部队，但可以至多加入八个通讯贝，并可作为志同道合的人们的私密聊天频道。

### 兵装与职业系统
游戏使用兵装系统，角色所装备的武器决定其角色职业，玩家可以通过更换武器选择其职业。职业这分为四类：精通物理攻击战斗精英，擅长魔法的魔法导师，擅长制作与修理装备的能工巧匠，擅长从大自然中采集资源的大地使者。一个职业习得的特定技能可以给其他职业使用。特职系统在战斗精英和魔法导师的基础上建立。特职虽然不能像基础职业那样由范围宽泛的武器形成，但却能使用其独占的强力的技能、魔法、武器和物品。特职根据经典最终幻想角色职业设计，且更适合小队战斗。

### 游戏经济
《最终幻想XIV》的虚拟经济大多是玩家带动的。物品交易由“市场布告板”系统推动，玩家可以在此创立店铺。玩家可以在布告板上购买其他玩家出售的物品。全部买卖都会被系统抽走一小笔交易费以控制经济通货膨胀。任何职业的玩家都可以为经济供应做出贡献：大地使者通过游戏世界的采集点采集原材料，能工巧匠将材料制作为有用的物品和装备，战斗精英和魔法导师可以消灭怪物获得大地使者无法得到的稀有材料。玩家还能通过满精炼度装备精炼魔晶石，并可用其提升其它装备的状态值。
《最终幻想XIV》的生产和采集机制与初版有别。最主要的变化是降低过程中的随机性和臆测性。对能工巧匠，各等级的全部方法中制作手册默认未上锁。制作技能平衡性重新调整，可以不经多名精通的能工巧匠而高质量合称成功。对于大地使者，玩家可以选择他们在采集点试图收集的物品，而之前的收集结果是随机的。收集日志也会显示名称物品在世界上可以收集的地点。

## 情节

### 背景
《最终幻想XIV》发生在架空世界海德林，一个有三块大陆，有多种环境与气候的世界。游戏发生的大陆叫做艾欧泽亚。
艾欧泽亚历史由两种交替的时期支配——带来文明与繁荣的星历，以及带来破坏与灾难的灵灾。每一个时期都以世界上的一种元素为属性。光明的第六星历随着《最终幻想XIV》的最后场景结束，第七灵灾开始。

### 角色
《最终幻想XIV》有六个可玩种族以供选择，每个种族又分為两个部族以及男性和女性。和初版不同，全部部族皆可以选择男性和女性。六个种族分别为：人族（Hyur）、精灵族（Elezen）、拉拉菲尔族（Lalafell）、鲁加族（Roegadyn）、猫魅族（Miqo'te）、硌狮族（Hrothgar）。
除了可玩种族外，还有蛮族及其神明蛮神，他们在故事中非常重要，可能是敌人或中立势力。玩家的盟友主要以第七血盟——一个由第七灵灾前两个组织构成的团体，目标是击退加雷马入侵并处理蛮族的威胁——的形式出现。主要反派为加雷马帝国关键人物，侵略军头领军团长盖乌斯·范·巴埃萨及其属下。其他角色还有调查员希尔迪布兰德，以及最终幻想系列中的熟悉角色，比如吉尔伽美什、赞德以及暗黑之云。

### 故事
在《最终幻想XIV》的故事中，加雷马帝国发起了一场征服蛮族与艾欧泽亚城邦的战争。在结尾，他们的军团长之一，奈尔·范·达纳斯使用古老魔法和技术召唤了海德林的月之卫星“卫月”，使其坠向并艾欧泽亚并将其净化。虽然军团长被击败，但召唤已成既成，卫月继续坠落。加雷马帝国和艾欧泽亚联盟在卫月发动效果的地点，摩杜纳/的加尔提诺平原展开了最终战役。就在他们战斗时，卫月在天空裂开，古老的巴哈姆特被放了出来，它开始攻击艾欧泽亚，第七星灾随之来临。在尝试封印巴哈姆特失败后，路易索瓦将冒险者（玩家角色）等余下的艾欧泽亚联盟军传送到未来，从而避免了死亡。
五年之后，冒险者们重新出现，他们的记忆随着旅行而模糊，艾欧泽亚也在此期间重建。在《最终幻想XIV》，新老玩家会以其参与各种事件，包括巴哈姆特的释放与出现，以及帮助艾欧泽亚重建，之中会卷入与蛮族、加雷马帝国，以及神秘无影人的冲突。

## 开发
初版《最终幻想XIV》以代号“Rapture”从2004年末到2005年初的某时开发，并于2009年官方宣布。该版本由河本信昭担任总监，同时担任《最终幻想XI》制作人的田中弘道担任制作人。在短暂的测试期后，充斥bug的游戏发售，并获得几乎一边倒的负面评价。在免费测试期两次延长到不限期后，史克威尔艾尼克斯总裁和田洋一在2010年12月向玩家和爱好者做出正式道歉，并宣布大幅改革开发团队，最主要的是田中离开项目，将河本从总监降职为主设计师，以及免除月费直到另行通知和取消先前计划的PlayStation 3版。在变动开发团队后，曾担任《勇者斗恶龙X》首席策划的吉田直树担任制作人与总监来监督项目。
在Polygon的采访中吉田称，在他看来爱好者的待遇糟糕。他还称田中及其团队“自以为是”，“我们存在服务器问题、技术问题，缺乏国际营销和研究，和玩家交流不足。很多的问题皆源于‘我们没问题，这是（最终幻想）品牌，我们制作了（《最终幻想XI》）作品’的中心理念”。吉田在同篇采访中称，当面对品牌信誉度时，游戏销量就排在次要地位。他在Kotaku的另一篇采访中称，他认为制作团队未有在足够接触当代MMO社群，他们制作有别于《XI》的《XIV》这一首要目标不切实际，如果他们循序《XI》的制作模式将会更好，玩当前MMO寻找启示：他的言论之一是，史克威尔艾尼克斯“应该称‘嘿，你，去玩一年（《魔兽世界》）寻找启示’”。他还称游戏在未准备好前不应发售，这会造成“公司层面的破坏”。吉田为改进游戏很快认识到了一些关键任务；他的首要任务是通过升级初版游戏品質来恢复玩家群的信任。吉田为此开始编写“制作人来信”，论述了设计方向、未来变更、玩家反馈，并增加开发过程透明度。然而游戏过时且累赘的编程代码妨碍他们更大幅度改进游戏。因此，开发者在2011年1月计划从头开始全新构建游戏，并在4月以全新游戏引擎和服务器架构正式开始开发。
同时团队为初版做出的改进在2011年7月以版本1.18的形式首次发布，其中包括战斗系统的大幅变动，实现了自动攻击和副本迷宫，移除了受到争议的“疲劳度”系统，并加入了紧接着原主线剧本的工会剧情。之后的更新继续改善了游戏，并为第七灵灾事件打下了准备。在游戏发行周年庆典中，和田称最初发行的《最终幻想XIV》“极大损害”了最终幻想品牌。之后和田和吉田在2011年10月宣布了全新版本《最终幻想XIV》，游戏最初称为“版本2.0”，以在未来同时发展PC和PlayStation 3上的暂定蓝图从1月开始。现玩家将会在首发时免费获得新版本PC客户端，角色数据和进度也会被继承。他们随蓝图还宣布，为了抵消开发成本将设置月费。初版的月费从2012年1月开始收取。为鼓励收费期间玩家留在游戏中，吉田宣布了“遗产活动”，奖励至少付费3个月的玩家永久降低月使用费、游戏中专属的陆行鸟坐骑、他们的名字出现在版本2.0中。吉田在Siliconera的访谈中谈及他在《勇者斗恶龙X》和《最终幻想XIV》双方的经验时称，两款游戏存在不同：勇者斗恶龙系列的理念是MMO和单人游戏的混合，而他在《最终幻想XIV》的目标是“抓住硬核MMO玩家的手，并将手伸向之前从未玩过MMO的玩家。我们想要伸向这些最终幻想爱好者，知道许多最终幻想爱好者之前从未玩过MMO，或许是因为他们非常害怕这种类型”。在剧本创作中，吉田主要受到《最终幻想XII》编辑松野泰己作品的启发。
在电子娱乐展2012上，史克威尔艾尼克斯首次展示了“阿格尼的哲学”，使用他们新夜光引擎的技术演示。虽然《最终幻想XIV》开发团队成员参与了夜光的制作，但吉田承认夜光和水晶工具都是为离线游戏优化的，不能处理一屏幕上百个游戏角色模型的在线环境。虽然版本2.0使用了“完全不同的引擎”，但他称夜光引擎和2.0引擎因架构相似而是“姊妹”。2012年7月，史克威尔艾尼克斯揭露版本2.0的正式名称将为“最终幻想XIV：重生之境”。为加足《重生之境》开发马力，吉田决定在2012年11月11日关闭初版服务器。这天被当作旧版游戏的“终场演奏”，在《重生之境》预告影片《时代的终结》中达到高潮。

### 测试与发行
《重生之境》的alpha测试在初版结束后不久就开始，并在2012年12月底结束。在此期间，和田洋一揭露《重生之境》因史克威尔艾尼克斯当时有诸多作品在开发而延迟开发,。吉田发表了从beta测试到发行期间的更新蓝图，称beta测试的四个阶段从2013年2月中旬开始。他称团队“在准备好之前绝不会发行游戏”，而发行过早“会造成公司层面的损害”。2013年5月，史克威尔艾尼克斯宣布了游戏的发行日期，以及预定奖励和典藏版的细节。2013年6月，公司揭露了PlayStation 4版处于开发阶段，并预定于2014年发售。在beta四测即终测开始的8月17日有15万用户登录，导致游戏出现问题包括beta论坛拥堵、连接掉线，并出现连接断开但角色依然登录游戏的服务器错误；测试期因此延长，同时发布了一个修复服务器错误的更新。
游戏于2013年8月24日先期开放，玩家可以不断游戏直到8月27日发行。这段期间的玩家指出了依然存在的服务器问题。“压倒性的积极响应”让拥堵问题在发行前变得非常糟糕，史克威尔艾尼克斯暂缓了游戏数字销售并承诺修复问题。为补偿此问题和其他许多问题，吉田在Pax Prime 2013的游戏首发活动上，对游戏“困难重重”首发向爱好者致歉，并再次保证他们正修复问题并设立新服务器。在首发一周后，游戏开始了十小时的维护并放出了全新更新包，并以全部玩家一周内免费游戏作为补偿。
史克威尔艾尼克斯计划发行后每三个月发布一次重大版本更新。版本2.1加入了房屋和玩家对战功能。除了定期更新外，史克威尔艾尼克斯计划发行完整游戏资料片。在Pax Prime的采访中，吉田确认已经编写了首个扩展包的故事。
典藏《最终幻想XIV：重生之境》修订版带有了80页的“艾欧泽亚插画”硬皮概念插画书，讲述艾欧泽亚王国历史的“第六之日的衰弱”，游戏原声配乐“艾欧泽亚之声”，五张收藏版角色插画卡片，提升账户安全的主题安全令牌，以及光之盔、贝希摩斯坐骑用盔甲、小贝希摩斯宠畜、山豹坐骑等奖励游戏物品，他们皆装在最终幻想插画师天野喜孝设计的珍藏盒中。
《最终幻想XIV》在中国由盛大网络于2010年宣布代理。中国服务器从2014年4月到8月间间断举行两场封闭测试。中国上市发布会于8月20日在上海交响乐团音乐厅举办，尚雯婕演唱了游戏主题曲《Answers》，游戏于8月25日公开测试开始。

### 版本更新
开发团队计划每三个月发布一次重大版本更新。每个版本都包括一段主线剧情的续篇和新的大型任务、新功能、讨伐歼灭战、以及地下城。重大版本更新之间的小版本更多注重更新游戏品質。
| 版本 | 标题             | 全球上线日期   | 中国上线日期   |
| ---- | ---------------- | -------------- | -------------- |
| 2.0  | 重生之境         | 2013年8月27日  | 2014年4月23日  |
| 2.1  | 觉醒之境         | 2013年12月16日 | 2014年7月22日  |
| 2.2  | 混沌的漩涡       | 2014年3月27日  | 2014年11月11日 |
| 2.3  | 艾欧泽亚的守护者 | 2014年7月8日   | 2015年1月14日  |
| 2.4  | 寒冰的幻想       | 2014年10月28日 | 2015年4月1日   |
| 2.5  | 希望的灯火       | 2015年1月20日  | 2015年7月8日   |

### 资料片
《最终幻想XIV：重生之境》推出了内容丰富的资料片，资料片会增加新的区域、种族、职业、以及一个新系列的游玩内容。目前游戏已经发行了资料片《金曦之遗辉》。
| 版本 | 标题       | 全球上线日期  | 中国上线日期   |
| ---- | ---------- | ------------- | -------------- |
| 3.0  | 苍穹之禁城 | 2015年6月23日 | 2015年11月19日 |
| 4.0  | 红莲之狂潮 | 2017年6月20日 | 2017年9月26日  |
| 5.0  | 暗影之逆焰 | 2019年7月2日  | 2019年10月15日 |
| 6.0  | 曉月之終途 | 2021年12月7日 | 2022年3月16日  |
| 7.0  | 金曦之遗辉 | 2024年7月2日  | 2024年9月27日  |

## 评价
| 汇总媒体     | 得分                               |
| ------------ | ---------------------------------- |
| GameRankings | PC：79% PS3：79% PS4：86%          |
| Metacritic   | PC：83/100 PS3：78/100 PS4：86/100 |

| 媒体        | 得分   |
| ----------- | ------ |
| GamesRadar+ | [ 68 ] |
| GameSpot    | 7.0/10 |
| IGN         | 8.6/10 |
| Polygon     | 9/10   |
| Fami通      | 39/40  |
| USgamer     | [ 73 ] |

### 发行前
总体而言，对游戏预览的评价是积极的，和他们对初版《最终幻想XIV》的评价明显不同。IGN的查理斯·欧耶特称“目前看来史克威尔正在做修复最初设计《最终幻想XIV》诸多错误的正确事情”。GameSpy的列夫·约翰逊以其他几个同类改革都是代价高昂的失败为证，称史克威尔艾尼克斯正在进行一场令人印象深刻的游戏修改赌博。《官方PlayStation杂志》的Phil Iwaniuk在预览中称，灵活的角色设计和高水平的职业增加了深度，虽然似乎仍旧缺少一些令其脱颖而出的东西。DualShocker的朱塞佩·尼尔帕高度称赞了游戏诸多创新，但结尾时称“《最终幻想XIV》最终不是为全部人的。事实是它被塑造为具有非常纯粹、适合传统游戏玩法特征的全新MMORPG。”GameSpot的乔纳森·托亚德对游戏不那么有信心，他称赞游戏的变化，但认为许多所见的功能对现代MMO玩家而言太过熟悉了。
《最终幻想XIV》的预发行版在2012年8月展出后，获得了Destructoid的科隆游戏展社群推荐奖，他们称“我们见到了引擎、HUD和战斗系统的巨大变化，使一款如此失望的游戏变得大不相同”。

### 发行后
《最终幻想XIV》通常获得积极评价。在评论聚合网站GameRankings和Metacritic上，PlayStation 4版的平均得分皆为86%，PlayStation 3版皆为78%，PC版分别为79%和83%。福布斯撰稿人丹尼尔·塔克给《重生之境》打出了9.5/10的高分，称赞游戏的内容深度、图形以及传统的最终幻想体验。USgamer打出了满分5分，称“史克威尔艾尼克斯完成了看似不可能的事：以非免费方式拯救了一款损失惨重的在线游戏，资深MMO与最终幻想人士在此过程中创造了令人上瘾、满意的体验。《重生之境》是吉田直树及其团队的胜利。”
《最终幻想XIV》获得《Game Informer》、ZAM和Joystiq的年度最佳MMO奖。AbleGamers称其为2013年最亲和的主流游戏。RPGFan不但授予其2013年最佳MMO，还授予了年度最佳游戏。

### 销量与订阅量
在《重生之境》发行一周时，PS3版登上日本销量榜单第二位，实体版本售出18.4万套。第二天，在宣布游戏维护时段之后，游戏同时联机数达到32.5万，估计每台服务器约7,000人。吉田直树在东京电玩展上制作人来信LIVE中宣布，游戏已经有100万独立订阅者。到2014年2月时，有180万玩家创建了670万名角色，记录的游戏时间达到4亿小时。在2014年4月16日，史克威尔艾尼克斯宣布注册游戏的帐号已超过200万，2014年12月达到250万，2015年2月突破400万。截至2016年7月，游戏的玩家数量总计超过了600万人。截至2024年1月，全球注册用户累計已超過3000万個。
在《Fami通》母公司Enterbrain收集的2013年度日本零售软件销量前100名榜单“Fami通2013年Top 100”中，PS3版《最终幻想XIV：重生之境》以244,574份的日本实体销量排名第32名。